# دوروثی رید مندنهال
دوروثی رید مندن‌هال (انگلیسی: Dorothy Reed Mendenhall; ۲۲ سپتامبر ۱۸۷۴ – ۳۱ ژوئیهٔ ۱۹۶۴) یک پزشک متخصص اطفال و دانشمند در زمینهٔ پاتولوژی سلولی اهل ایالات متحده آمریکا بود.
او در سال ۱۹۰۱ میلادی کشف کرد که لنفوم هاجکین، نوعی سل نیست و این موضوع را، از طریق یافتنِ سلول‌های رید-اشترنبرگ کشف کرد که مشخصهٔ مهم این لنفوم است.
او یکی از نخستین زنان فارغ‌التحصیل از دانشکده پزشکی جانز هاپکینز و یکی از نخستین پزشکان متخصص زن در اواخر قرن ۱۹ و اوایل قرن بیستم میلادی بود.